# Plaquette voor het gevallen spoorwegpersoneel

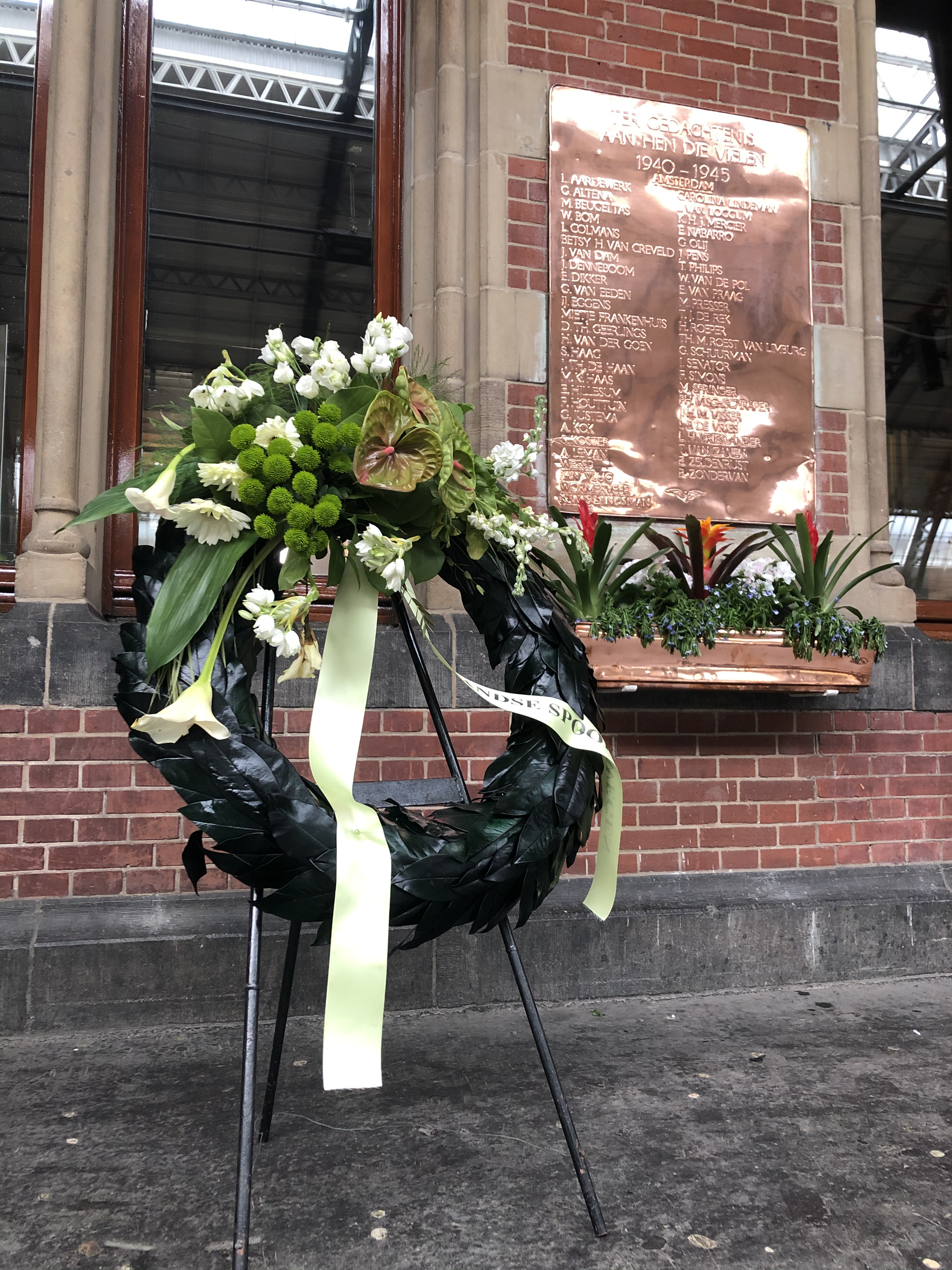
Herdenkingskrans in 2021 bij de gedenkplaat voor gevallen spoorwegpersoneel op station Amsterdam

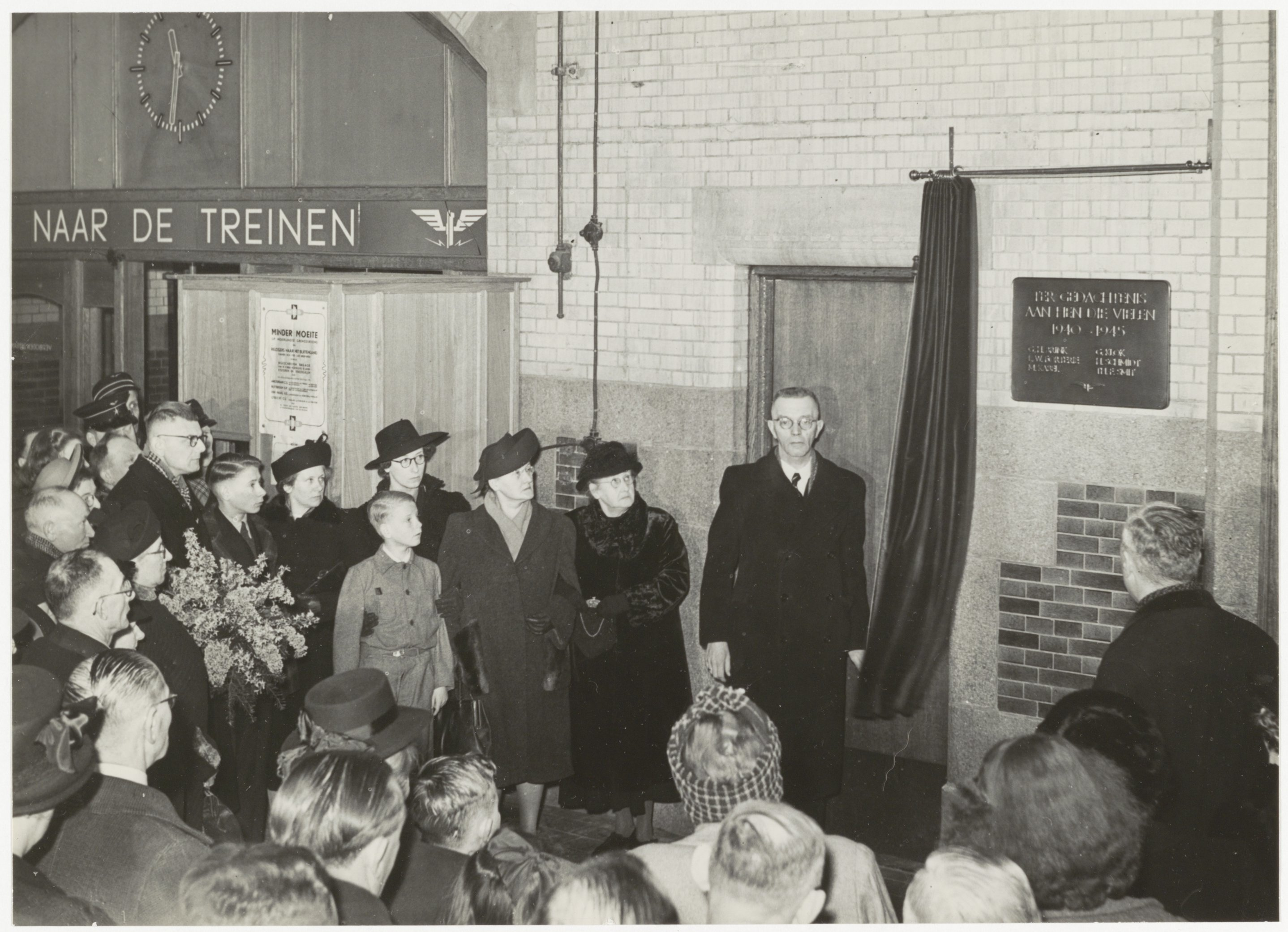
Onthulling van een gedenkplaat in 1951 op station Haarlem

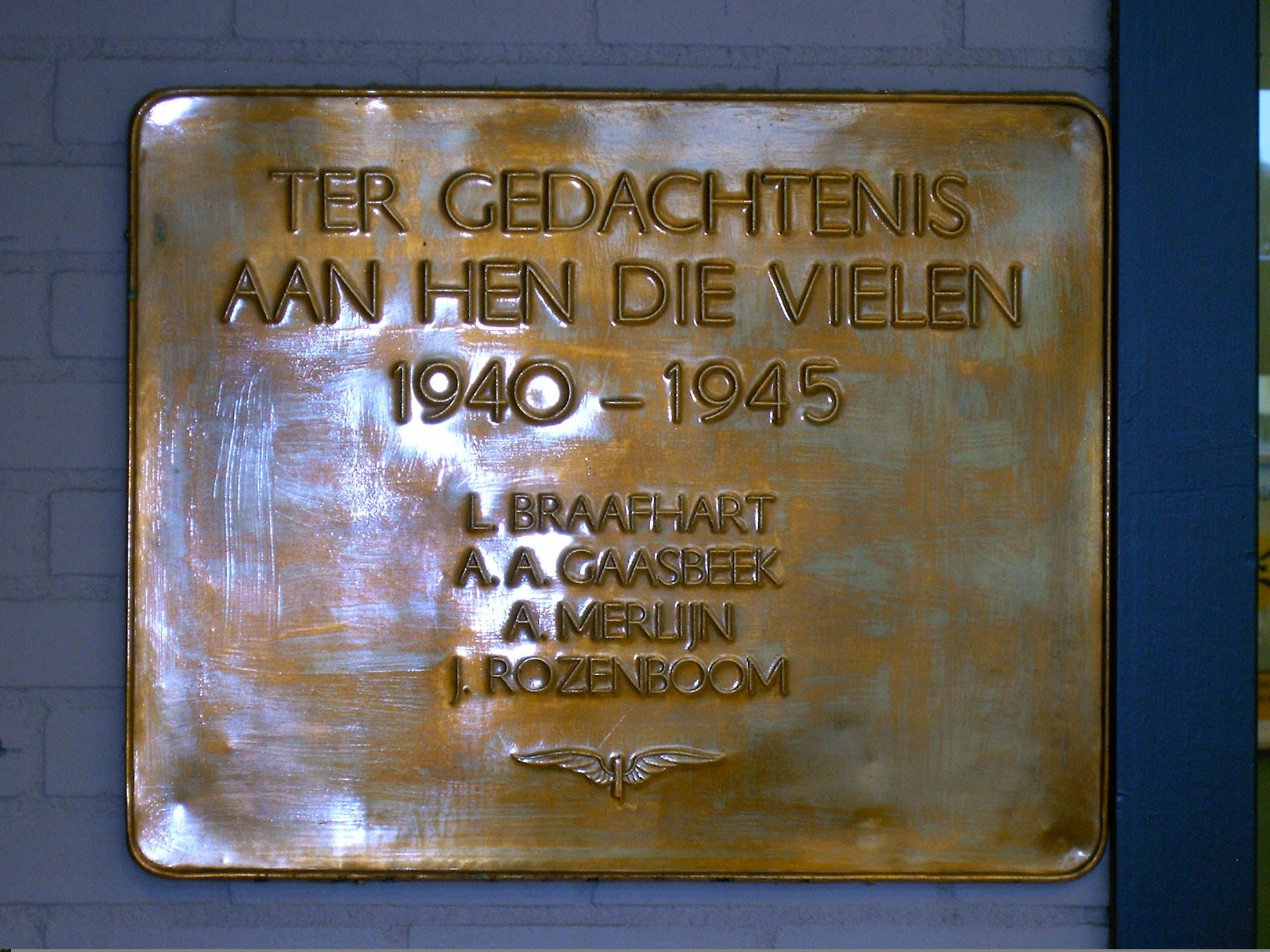
De plaquette op het station Ede-Wageningen.

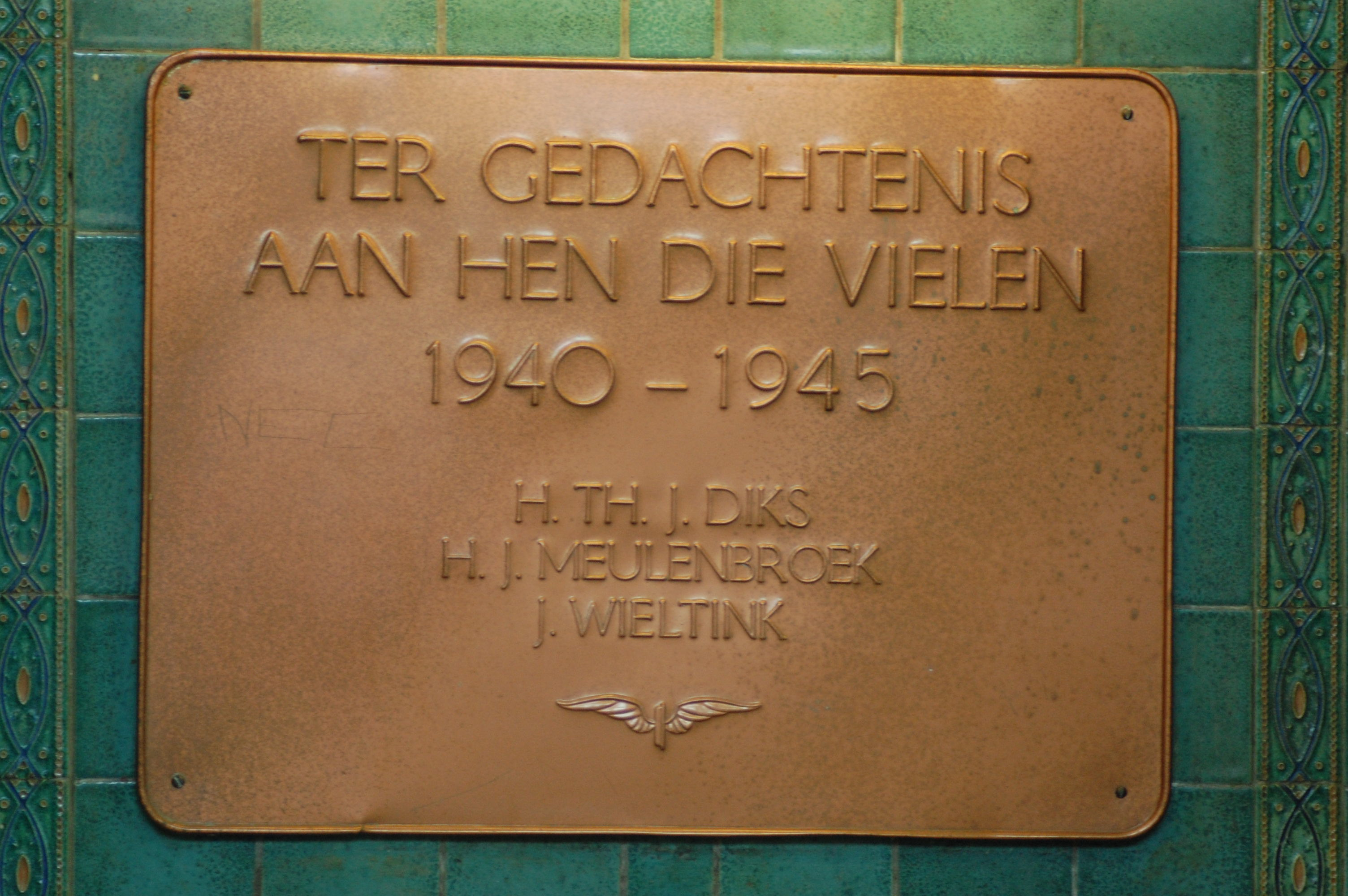
Idem voor Deventer

Een plaquette voor het gevallen spoorwegpersoneel is een koperen of bronzen gedenkplaat, te vinden op diverse spoorwegstations in Nederland. Op de gedenkplaat staan de namen vermeld van het NS-personeel dat is omgekomen tijdens de Tweede Wereldoorlog. 

## Beschrijving
De plaquettes zijn gemaakt van koper of brons en hebben een afmeting van ongeveer 50 bij 50 cm. Op de plaquette staat de tekst:
Ter gedachtenis aan den gevallene 1940-1945, of
Ter gedachtenis aan hen die vielen 1940-1945.
Onder deze tekst staan de namen van omgekomen personeelsleden die werkzaam waren binnen het district of rayon van het betreffende station. Onder de namen is een afbeelding van een gevleugeld wiel aangebracht. Dit is het voormalige logo van de Nederlandse Spoorwegen. De plaquettes zijn ontworpen door ir H.G.J. Schelling en werden gemaakt door NV Ateliers voor Kunstnijverheid Winkelman te Amsterdam.

## Geschiedenis
Direct na de Tweede Wereldoorlog besloot de directie van de NS alle omgekomen personeelsleden te herdenken met plaquettes met een identieke vormgeving. Ze zijn toen op 110 stations binnen Nederland aangebracht. Een aantal van de plaquettes (zoals in station Leiden Centraal) is in de loop der jaren, bijvoorbeeld bij verbouwingen, verwijderd of verplaatst. 
De namen van alle omgekomen personeelsleden staan ook vermeld op het landelijke Monument voor het gevallen spoorwegpersoneel in Utrecht.

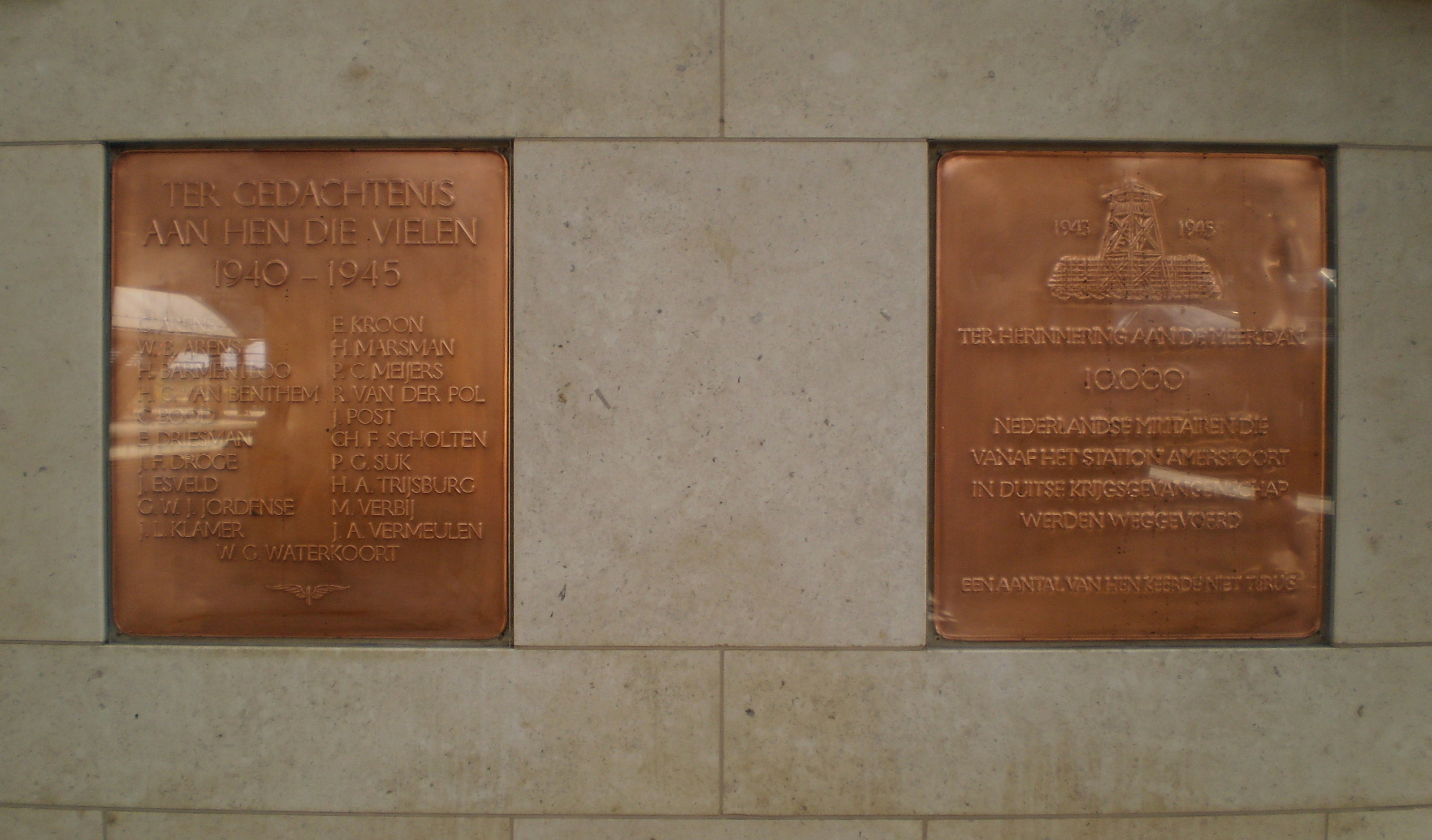
Station Amersfoort
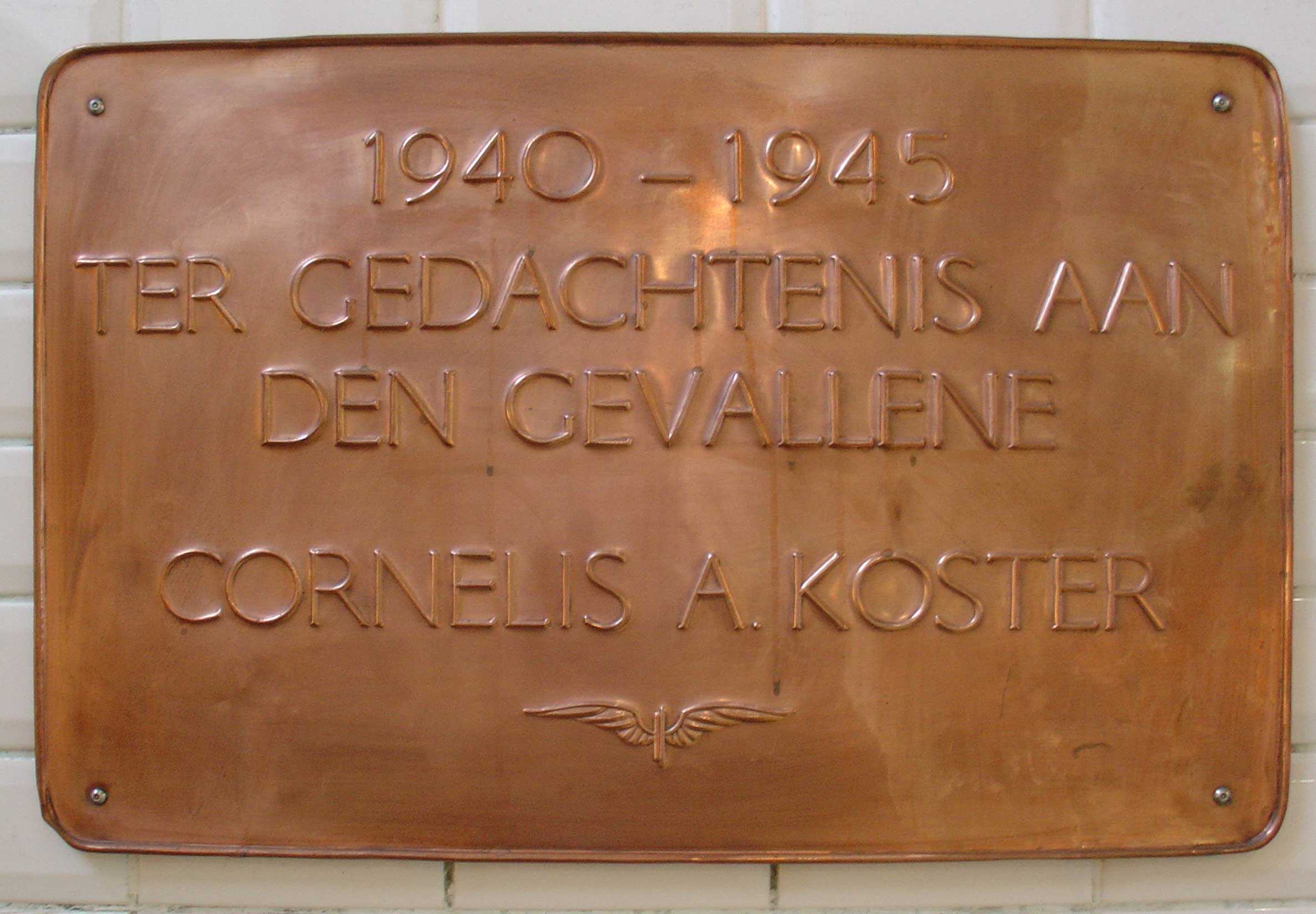
Station Gouda
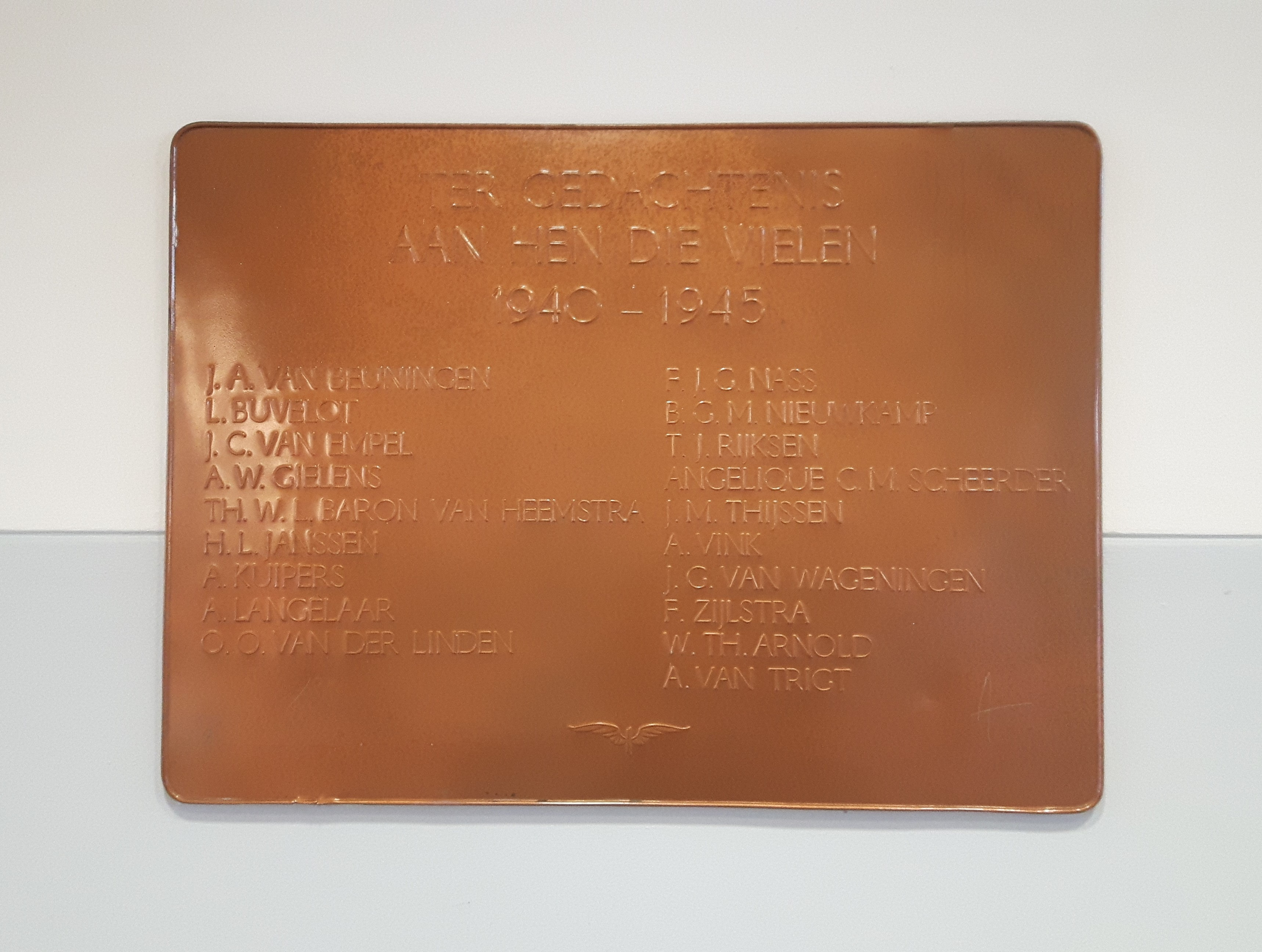
Station Nijmegen